# 종이옷

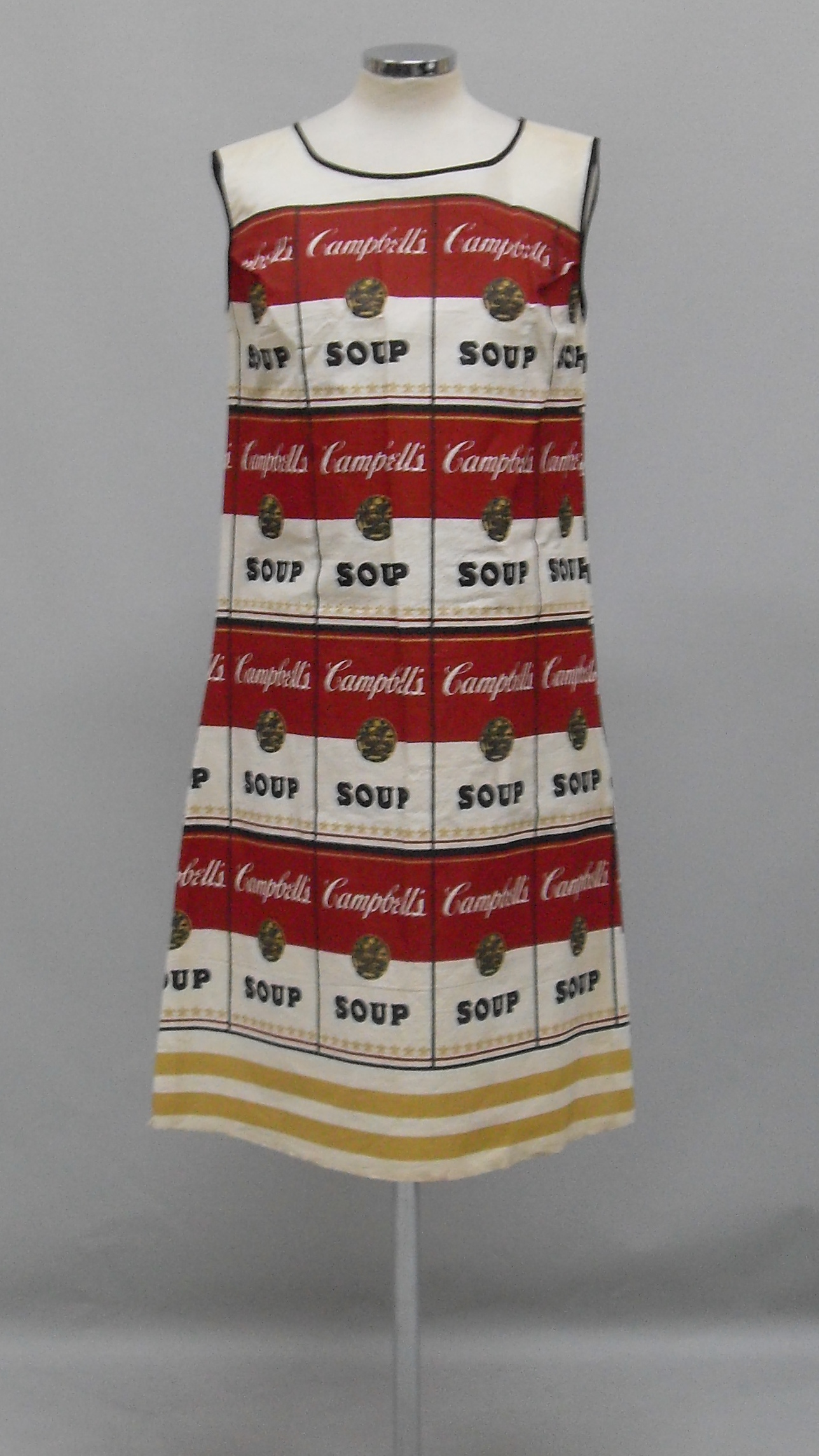
수퍼 드레스(The Souper Dress), 1967. 캠벨 수프 컴퍼니의 홍보용 종이 드레스. 앤디 워홀의 캠벨 수프 통조림 작품을 직접적으로 참조. PFF (2005.6.396)

종이옷 또는 종이 의류(Paper clothing)는 종이 또는 종이 대용품으로 만든 의류와 액세서리이다.
가장 오래된 종이옷은 서기 2세기, 중국인들이 종이를 필기 도구로 사용하기 전부터 제작했다. 주로 화지로 만든 종이 의류는 수 세기 동안 중국인들에 의해 개발되었으며, 이 공예는 아시아 전역으로 퍼져 일본에 도달했다. 10세기부터 일본의 장인들은 가미코(かみこ)라고 불리는 종이 의류를 제작했다. 가미코는 에도 시대에 매우 높은 수준과 기술로 제작된 미야기현 시로이시시의 전통 공예가 되었다. 이 관행은 19세기 후반에 쇠퇴하기 시작했다가 20세기 중반에 부활했다. 20세기 초, 독일과 오스트리아 제조업체들은 제1차 세계 대전으로 인한 양모 부족 사태를 해결하기 위해 "대용품" 종이 천과 의류를 생산하기 시작했다. 1920년대 초, 종이 양복과 의류에 대한 관심이 잠시 있었지만, 종이의 경제적 이점에도 불구하고 전통적인 직물이 널리 선호되면서 큰 인기를 얻지 못했다. 그러나 20세기 초, 그리고 제2차 세계 대전 전후의 자원 부족에 대응하여 일부 의상, 모자, 그리고 패션 액세서리가 크레이프 종이로 제작되었다.
1950년대 후반, 스카트 페이퍼 컴퍼니](Scott Paper Company)와 같은 일회용 종이 제품 제조업체들은 실험실 및 의료용 의류에 사용하기 위해 셀룰로스 기반 결합 섬유 직물을 개발했다. 이러한 직물은 진짜 종이는 아니지만, 종이와 같은 것으로 널리 알려져 판매되고 있다. 1966년, 스카트는 다양한 일회용 식기류와 함께 제공되는 홍보용 종이 드레스 두 벌을 제공했는데, 이는 1969년까지 지속된 종이 드레스와 의류 열풍으로 이어졌다. 종이 드레스 열풍은 앤디 워홀, 오시 클라크, 보니 캐신을 비롯한 많은 예술가와 패션 디자이너들이 종이 의류를 제작하거나 영감을 주는 계기가 되었다. 한 미국 제조업체는 절정기에 일주일에 최대 8만 벌의 드레스를 생산하기도 했다. 1968년 미국 대통령 선거 캠페인 기간 동안 대부분의 후보들은 선거 캠페인을 홍보하기 위해 종이 드레스를 인쇄했다. 1969년, 종이 드레스 열풍은 패션의 변화와 더불어 일회용 소비재 문제에 대한 인식 증가로 인해 빠르게 가라앉았다. 보호, 의료 및 여행에 필요한 기능성 일회용 종이 의류는 상업적으로 성공했다.
1990년대에는 60년대로의 회귀를 계기로 종이가 패션 소재로 재조명되었고, 사라 캐플란과 후세인 샬라얀과 같은 디자이너들은 타이벡과 같은 종이 또는 부직포 대체 소재를 활용한 작업으로 유명해졌다. 21세기 초 아테네의 아토포스 문화 재단은 상당한 규모의 종이 패션 컬렉션을 구축했다. 국제 순회 박물관 및 미술관 전시 형태로, 지난 천 년 동안 패션 및 착용 가능한 예술 소재로서 종이와 종이 대체 소재의 혁신에 대한 인식을 제고했다.